# Travagliato
Travagliato est une commune italienne de la province de Brescia, dans la région Lombardie.
On l'appelle la petite ville du cheval parce que entre avril et mai, il y a la foire du cheval Travagliatocavalli.

## Histoire
L'origine du village remonte avant l'an mille. On le retrouve dans la documentation officielle avec d'autres noms: Travaleado  et Travajado.

## Administration
| Période                                  | Période | Identité             | Étiquette | Qualité |
| ---------------------------------------- | ------- | -------------------- | --------- | ------- |
| 2008                                     | 2013    | Dante Daniele Buizza | PD        |         |
| Les données manquantes sont à compléter. |         |                      |           |         |

### Communes limitrophes
Berlingo, Castegnato, Cazzago San Martino, Lograto, Ospitaletto, Roncadelle, Rovato, Torbole Casaglia

### Églises

#### Chiesa Parrocchiale SS. Pietro e Paolo

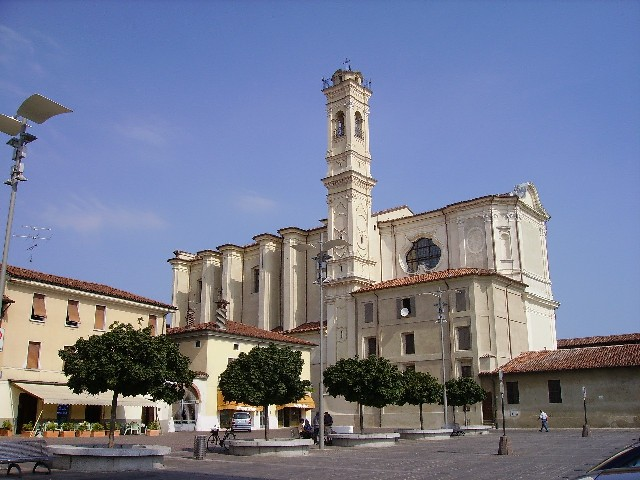
Chiesa Parrocchiale

La construction de l'église devrait être liée à l'arrivée des moines bénédictins entre le IXe et le XIe siècle.

#### Chiesa di Santa Maria dei campi
Bâtie  au XIVe siècle.

## Jumelages
- Beaufort-en-Vallée (France)

## Personnalités liées à la commune
- Franco Baresi (° 1960), footballeur, champion du monde en 1982. Joueur de l'AC Milan.
- Giuseppe Baresi  (1958) footballeur. Joueur de l'Inter Milan.